# Moderator der Kurie
Moderator der Kurie ist ein kirchliches Amt in einer römisch-katholischen Diözesanverwaltung. Auch im deutschen Sprachraum ist häufig die lateinische Form Moderator curiae in Gebrauch.
Ein Diözesanbischof soll, wenn es angebracht ist, einen Moderator der Diözesankurie ernennen, der die Arbeit der Generalvikare und Bischofsvikare abstimmen soll. Der Moderator muss Priester sein und soll die Verwaltungsgeschäfte unter Autorität des Bischofs koordinieren. Wenn nichts dagegen spricht, soll einer der Generalvikare oder der Generalvikar das Amt übernehmen. Seine Aufgaben ähneln denen eines CEOs in einem Unternehmen.
Das Amt wurde erstmals im CIC 1983 erwähnt.